# سميرة السقا
سميرة السقا (1939-) هي ناشطة سياسية ولدت في مدينة بئر السبع، تعتبر من الشخصيات الهامة في تاريخ النضال الفلسطيني في المجال الاجتماعي والثقافي. لجأت مع عائلتها إلى قطاع غزة بعد النكبة في عام 1948. تلقت تعليمها في مدارس غزة، ثم أكملت دراستها في دار المعلمات في القدس. حصلت على درجة البكالوريوس والماجستير في علم الاجتماع من جامعة القاهرة، ثم نالت درجة الدكتوراه في علم الاجتماع من جامعة بوردو في فرنسا. منحها الرئيس الفلسطيني محمود عباس عام 2022 ميدالية "الإنجاز من وسام الرئيس محمود عباس"، وذلك تقديراً لدورها النضالي والوطني المشرف في الدفاع عن قضايا الشعب الفلسطيني، وإسهامها الفاعل في منظمة التحرير الفلسطينية.

## حياتها المهنية
عملت السقا مدرّسة في فلسطين والمغرب والجزائر، كما كانت محاضرة في علم الاجتماع في جامعة الجزائر. بالإضافة إلى ذلك، حاضرت في العديد من الجامعات في مختلف أنحاء العالم، بما في ذلك نيويورك، باريس، باكستان، الهند، إندونيسيا وعدد من العواصم الأخرى. تقيم سميرة السقا حالياً في الجزائر 2023، وتواصل نشاطها في مجال علم الاجتماع والثقافة الاجتماعية. وهي عضو في العديد من الجمعيات الدولية والمحلية المتخصصة في هذا المجال.

## النشاط السياسي
كانت سميرة السقا من المشاركات في المؤتمر التأسيسي الأول لمنظمة التحرير الفلسطينية، الذي عُقد في القدس في 28 مايو 1964. كما كانت من أبرز المناصرات لجبهة التحرير الوطني الجزائرية. قامت بزيارة الجزائر في وقت مبكر، وكانت من أوائل المناضلات الفلسطينيات اللواتي زرنها، حيث حضرت إعلان استقلال الجزائر في عام 1962، والتقت بالرئيسين الجزائريين أحمد بن بلة وهواري بومدين.